# بسترن بی۳۰
بسترن بی۳۰ (انگلیسی: Besturn B30) یک خودرو محصول شرکت فاو است. فاو بسترن بی۳۰ از سال ۲۰۱۶ وارد بازار چین شد. شرکت خودروسازی FAW، اولین و بزرگ‌ترین شرکت تولیدکننده خودرو در چین است که با همکاری فولکس واگن، آئودی، مزدا و جنرال موتورز به تولید سالانه بیشتر از ۳ میلیون دستگاه رسید.
بسترن بی۳۰ بر روی پلتفرم بورا فولکس واگن ساخته شده که پیش از این در مدل موفق فولکس واگن جتا نیز به کار رفته بود و حتی پیشرانه آن (CA4GB16) نیز تا مدت زمان زیادی تحت لیسانس آلمانی‌ها بود، ولی بعدها، فاو حق امتیازش را خریداری کرد. به عبارت دیگر این موتور توسط فاو -فولکس واگن که بزرگترین شریک فولکس واگن در جهان است طراحی و تولید شده که در نمونه‌های جتا بازار چین نصب می‌شده و در حال حاضر امتیاز تولید این موتور را شرکت فاو از فولکس واگن خریداری کرده‌است. در واقع تأمین کننده‌های قطعات بسترن بی۳۰ و فولکس واگن جتا در بسیاری از اجزا نظیر موتور و سیستم تعلیق و سیستم‌های برقی و … یکسان می‌باشد.گیربکس ۶ سرعته بسترن ساخت کمپانیAISIN ژاپن است که همان کد گیربکسی است که در بی ۵۰ اف می‌باشد و در بسیاری از کمپانی‌ها نظیر هیوندای و تویوتا این کد گیربکس استفاده می‌شود. قاب و بدنه بسترن بی۳۰ با پنل‌های 3H تقویت شده که منجر به عملکردی ایمن تر در تصادفات می‌شود
بسترن بی۳۰ دارای آپشن‌هایی ضروری برای ماشین‌های امروزی می‌باشد نظیر فرمان برقی / سیستم کنترل کشش و ترمز کمکی(BA) / اتولایت و چراغ‌های دید عقاب /کروز کنترل/TPMS/ رینگ آلومینیومی ۱۶ اینچی ۵ اتصاله و….

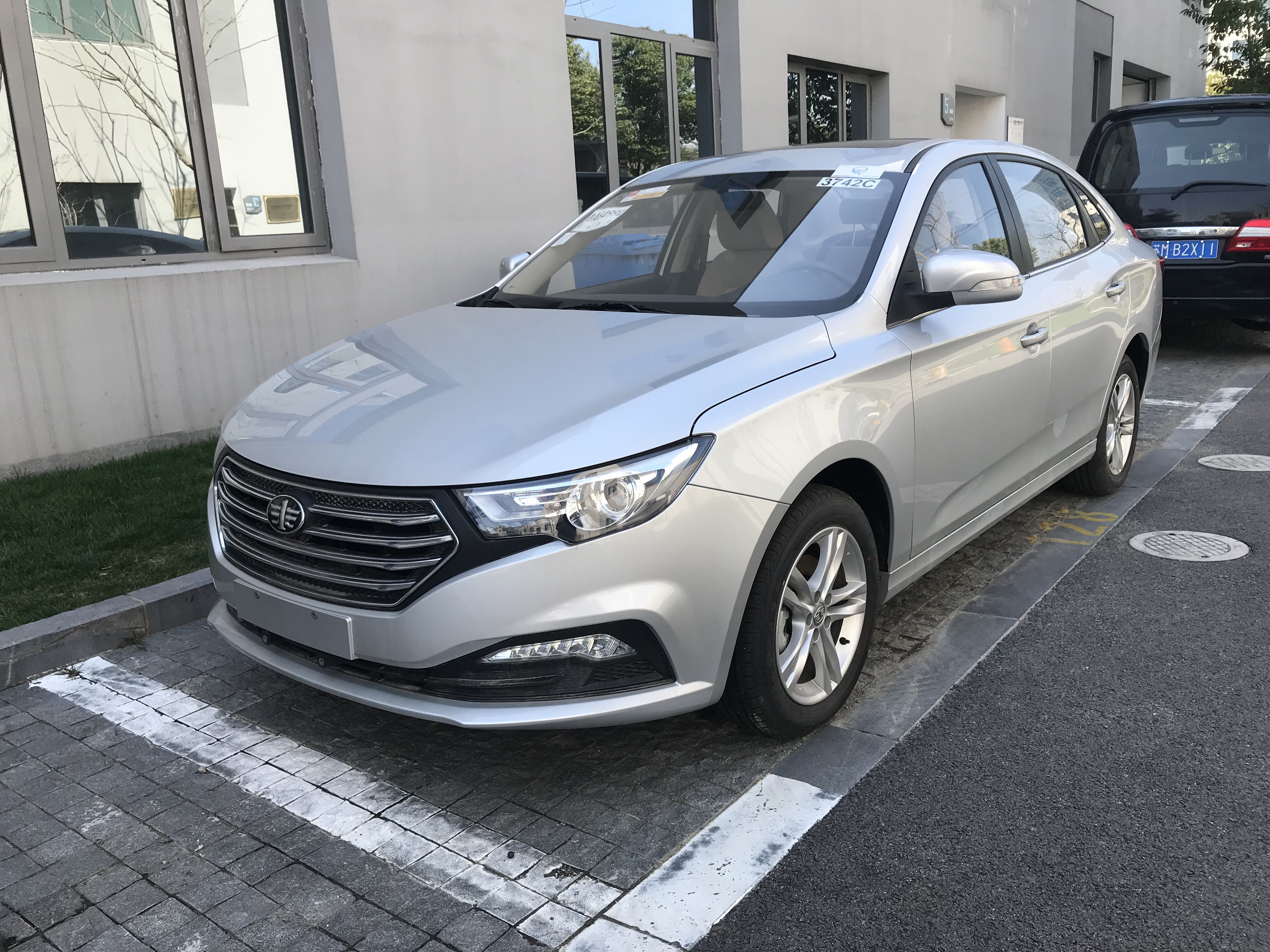
بسترن بی۳۰
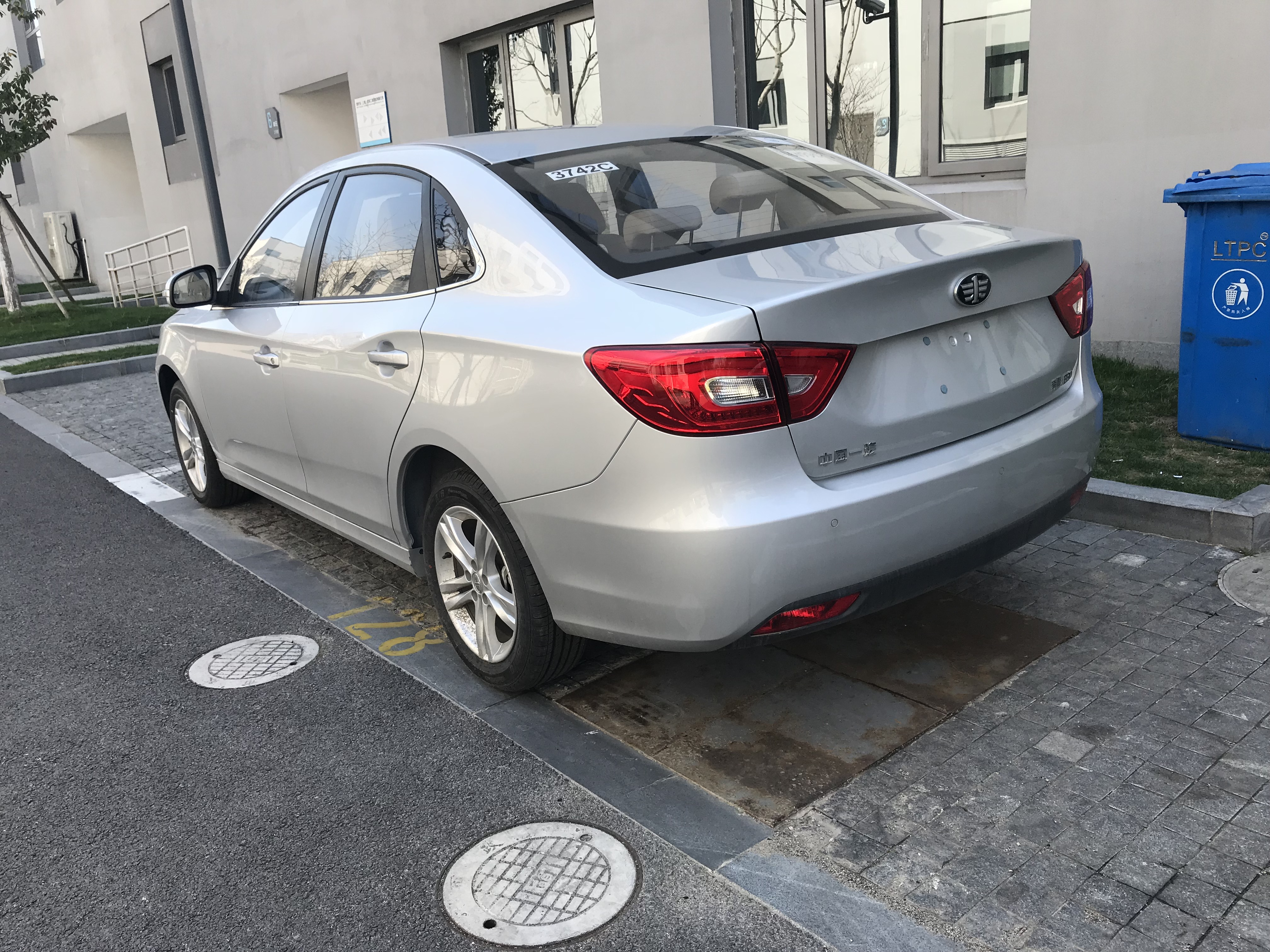
بسترن بی۳۰
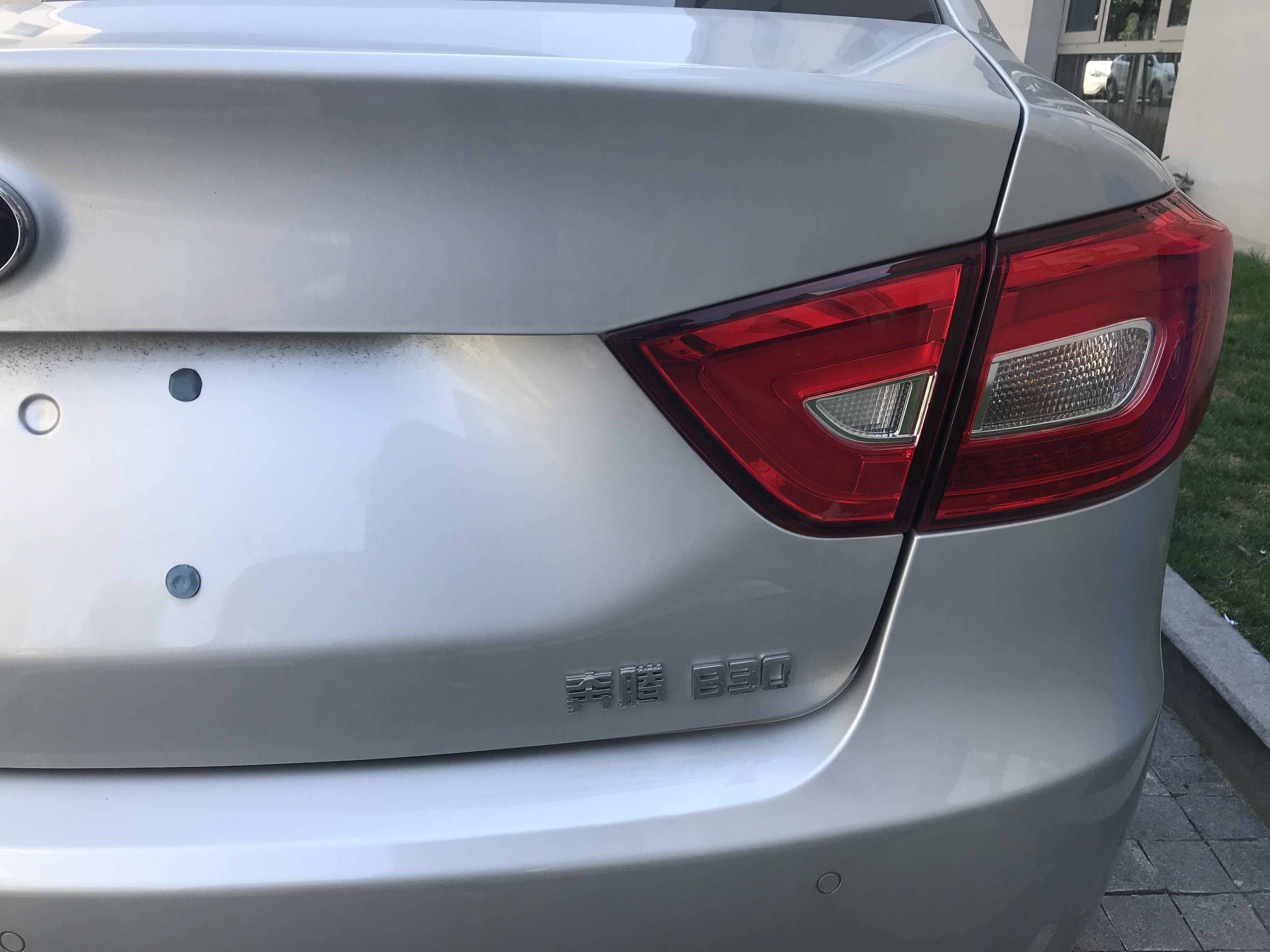
بسترن بی۳۰